# Gradska tržnica Markale
Markale (njem. Markthalle) je naziv za gradsku tržnicu u Sarajevu. Markale su proglašene nacionalnim spomenikom Bosne i Hercegovine.
Obližnja zelena pijaca također nosi naziv Markale.

## Povijest
Projekt je izrađen 1894. godine pod imenom "Markthalle fur Sarajevo", a zgrada je bila gotova godinu dana kasnije. Projektant zgrade tržnice bio je August Butsch, a izgrađena je u neorenesansnom stilu. Ranije su na zgradi tržnice postojali bočni ulazi, a kada su zatvoreni, probijana su današnja dva ulaza, od kojih je prednje pročelje izgrađeno s tri luka, po uzoru na antičku arhitekturu. U unutrašnjem prostoru, čelično-drvena, rešetkasta konstrukcija svoda, kao i podrumska hladnjača predstavljaju suvremenu sliku rješavanja unutrašnjeg prostora. U auli se nalazi sat izrađen u stilu secesije, koji i danas postoji.

## Vanjske poveznice
- Službena stranica KJKP Tržnice Sarajevo